# IC 4580
IC 4580 ist eine Balken-Spiralgalaxie vom Hubble-Typ SB(r)a? im Sternbild Nördliche Krone am Nordsternhimmel. Sie ist schätzungsweise 432 Millionen Lichtjahre von der Milchstraße entfernt.
Das Objekt wurde am 26. Juli 1895 von Stéphane Javelle entdeckt.